# کوندرا ۷۳۹۰
سیارک ۷۳۹۰ (به انگلیسی: 7390 Kundera، نامگذاری:1983QE) هفت هزار و سیصد و نودمین سیارک کشف شده‌است که در ۳۱ اوت ۱۹۸۳ کشف شد.
قدر مطلق سیارک برابر ۱۴٫۱۰ است.